# Ljan Station
Ljan Station (Ljan stasjon) er en norsk jernbanestation på Østfoldbanen i Ljan i bydelen Nordstrand i Oslo. Stationen består af to spor med hver sin perron med læskure og en tidligere stationsbygning. Stationen ligger 50,8 m.o.h., 7,15 km fra Oslo S, og betjenes af NSB's lokaltog mellem Ski og Stabekk.
Stationen åbnede 2. januar 1879. Oprindeligt hed den Lian, med den skiftede navn til Ljan i april 1894. Den blev fjernstyret 16. december 1987 og gjort ubemandet 1. april 1988.
Den oprindelige stationsbygning blev tegnet af Peter Andreas Blix og var af hans normale type for stationer af tredje klasse. I 1923 fik stationen en bygning, der blev tegnet af Gudmund Hoel og Gerhard Fischer. Den er fredet, mens den gamle stationsbygning er revet ned.